# James Young (režisér)
James Young (1. ledna 1872 – 9. června 1948) byl americký filmový režisér, herec a scenárista éry němého filmu. Předtím než Young začal dělat filmy měl úspěšnou kariéru, jakožto divadelní herec. Hrající na Broadwayi, nebo po celé zemi. Jeho první manželka byla libretistka Rida Johnson Youngová, která často skládala s Victorem Herbertem. Režíroval 93 filmů mezi roky 1912 a 1928. Také se objevil jako herec v 62 filmech mezi roky 1909 a 1917.
Narodil se v Baltimoru, Maryland a zemřel v New Yorku. Jeho druhá žena byla herečka Clara Kimball Youngová, která si po rozvodu ponechala jeho příjmení.

## Vybrané dílo
- Beau Brummel (1913)
- The Wishing Ring (1914)
- My Official Wife (1914) (režisér)
- The Deep Purple (1915)
- Trilby (1915)
- Oliver Twist (1916)
- Mickey (1918)
- Without Benefit of Clergy (1921)
- The Infidel (1922)
- Omar the Tentmaker (1922)
- Ponjola (1924) režírován ve spolupráci s Donaldem Crispem
- The Unchastened Woman (1925) ve které hraje Theda Bara
- The Bells (1926)